# Gardeja (stacja kolejowa)
Gardeja – stacja kolejowa w Kalmuzach, w gminie Gardeja, w powiecie kwidzyńskim, w województwie pomorskim. Stacja oddalona jest od centrum Gardei o ok. 2 km. Mieści się przy ulicy Dworcowej.

## Ruch pasażerski
| Rok  | Wymiana pasażerska na dobę |
| ---- | -------------------------- |
| 2017 | 10-19                      |
| 2022 | 0-9                        |

11 maja 1921 polsko-niemiecka komisja graniczna zadecydowała o przyznaniu stacji Polsce (co nastąpiło 20 czerwca), jednakże z prawem korzystania z niej przez stronę niemiecką do czasu budowy nowego dworca, co nastąpiło 1 lipca 1927.
Włączona w granice Gardei w 1954 roku; dotąd Gardeja należała do powiatu kwidzyńskiego w woj. gdańskim, a stacja kolejowa do pow. grudziądzkiego w woj. bydgoskim (gmina Rogóźno, gromada Budy).

## Zobacz też

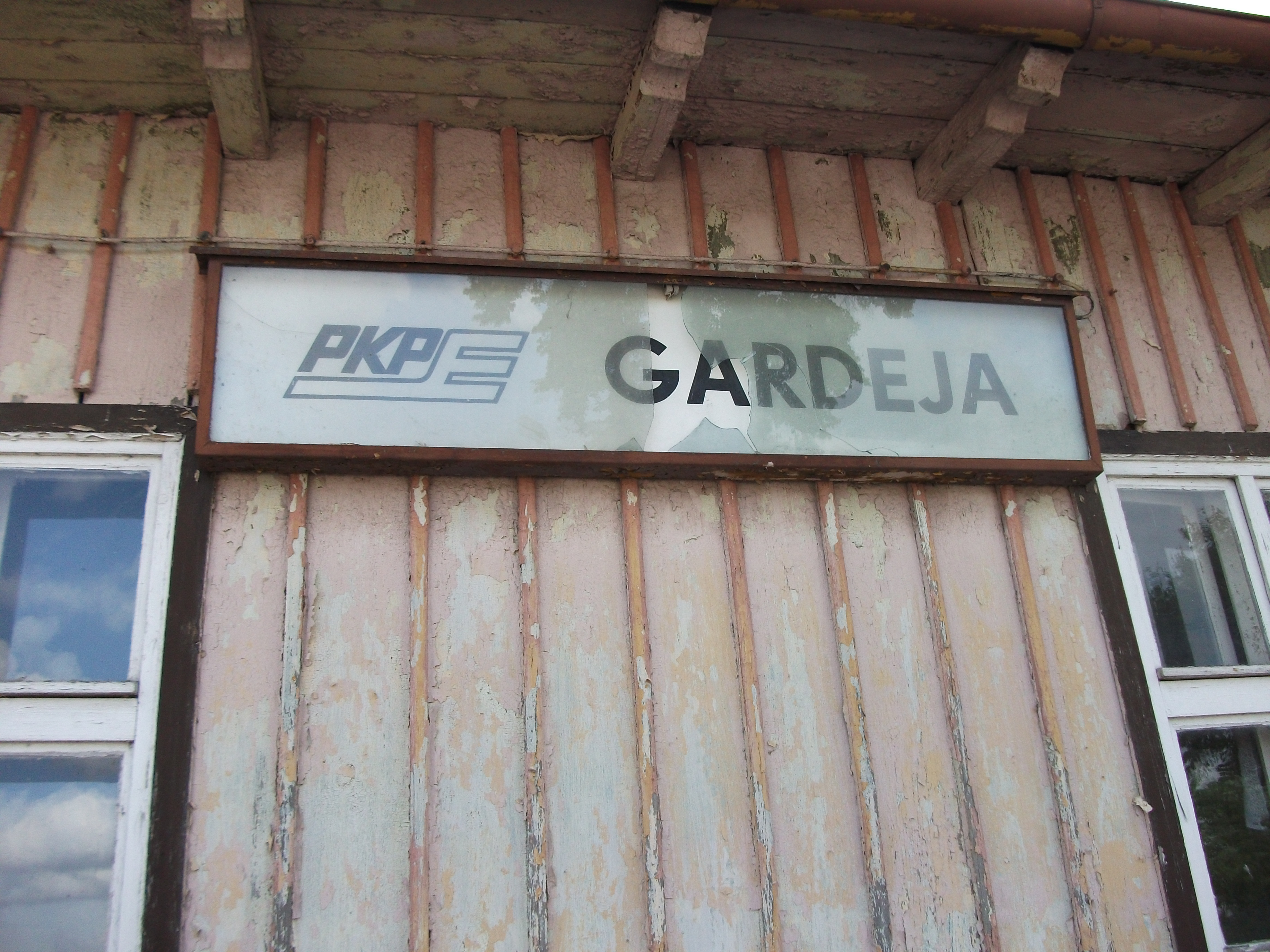
Budynek Dworca PKP Gardeja